# 83 (liczba)
83 (osiemdziesiąt trzy) – liczba naturalna następująca po 82 i poprzedzająca 84.

## 83 w nauce
- liczba atomowa bizmutu
- obiekt na niebie Messier 83
- galaktyka NGC 83
- planetoida (83) Beatrix

## 83 w kalendarzu
83. dniem w roku jest 24 marca (w latach przestępnych jest to 23 marca). Zobacz też co wydarzyło się w roku 83.